# Nordamerikanische und karibische Handballmeisterschaft der Frauen 2021
Die 4. Nordamerikanische und karibische Handballmeisterschaft der Frauen wurde vom 22. bis 25. August 2021 in den Vereinigten Staaten ausgetragen. Der Veranstalter dieser Austragung der nordamerikanischen und karibischen Handballmeisterschaft der Frauen war die Handballkonföderation Nordamerikas und der Karibik (NACHC). Organisiert wurde der Wettbewerb vom Verband USA Team Handball. Die puerto-ricanische Mannschaft gewann das Turnier.

## Austragungsort
Das Turnier wurde im Sport- und Erholungszentrum The Centre of Elgin in Elgin, Illinois, rund 60 km nordwestlich von Chicago, ausgetragen. Die Meisterschaft fand unter strengen COVID-19-Maßnahmen ohne Zuschauer statt.

## Teilnehmer
Am Turnier nahmen vier Mannschaften teil.
- Grönland
- Mexiko
- Puerto Rico
- Vereinigte Staaten

Die kubanische Mannschaft, Titelverteidiger der NACHC 2019, trat nicht an.
Die Siegermannschaft war für die Weltmeisterschaft 2021 in Spanien qualifiziert.

## Turnierverlauf

### Gruppenphase
| Pl. | Land               | Sp. | S | U | N | Tore    | Diff. | Punkte |
| --- | ------------------ | --- | - | - | - | ------- | ----- | ------ |
| 1.  | Grönland           | 3   | 3 | 0 | 0 | 087:680 | +19   | 6      |
| 2.  | Puerto Rico        | 3   | 2 | 0 | 1 | 080:700 | +10   | 4      |
| 3.  | Mexiko             | 3   | 1 | 0 | 2 | 076:830 | −7    | 2      |
| 4.  | Vereinigte Staaten | 3   | 0 | 0 | 3 | 059:810 | −22   | 0      |

#### 22. August
| Puerto Rico | – | Vereinigte Staaten | 28:20 (14:8)  |
| Grönland    | – | Mexiko             | 33:27 (17:12) |

#### 23. August
| Mexiko             | – | Puerto Rico | 24:29 (10:15) |
| Vereinigte Staaten | – | Grönland    | 18:28 (10:11) |

#### 24. August
| Grönland           | – | Puerto Rico | 26:23 (10:8)  |
| Vereinigte Staaten | – | Mexiko      | 21:25 (12:14) |

### Finalrunde
Die beiden Partien wurden am 25. August ausgetragen. Dabei spielten die Teams auf den Plätzen 1 und 2 der Gruppenphase im Endspiel um den Turniersieg und die Teams auf den Plätzen 3 und 4 um die Bronzemedaille.

#### Spiel um Platz 3
| Vereinigte Staaten | – | Mexiko | 14:28 (5:13) |

#### Endspiel
| Grönland | – | Puerto Rico | 24:34 (10:18) |

## All-Star-Team
Jeweils drei Spielerinnen der beiden Endspielteilnehmer Puerto Rico und Grönland wurden in das All-Star-Team gewählt. Hinzu kam die US-amerikanische Torwartin Sophie Fasold.
| Zuleika Fuentes |                    | Ivaana Holm     |                   | Jailene Maldonado |
|                 | Lykke Frank Hansen |                 | Josefine Gadgaard |                   |
|                 |                    | Natalie Cabello |                   |                   |
|                 |                    | Sophie Fasold   |                   |                   |

- Most Valuable Player:  Sheila Hiraldo
- Torschützenkönigin:  Natalie Cabello (24 Tore)[4]

## Schiedsrichter
Vier Schiedsrichterpaare aus Frankreich, Grönland, Mexiko und den Vereinigten Staaten leiteten die Begegnungen.
- Yann Carmaux
- Julien Mursch
- Enok Petersen
- Erni Johansen
- Juan Castro
- Omar Garcia
- Rafael Marques
- Kevin Poulet